# 480'erne
Århundreder: 4. århundrede – 5. århundrede – 6. århundrede
Årtier: 430'erne 440'erne 450'erne 460'erne 470'erne – 480'erne – 490'erne 500'erne 510'erne 520'erne 530'erne
År: 480 481 482 483 484 485 486 487 488 489